# 松山療養所

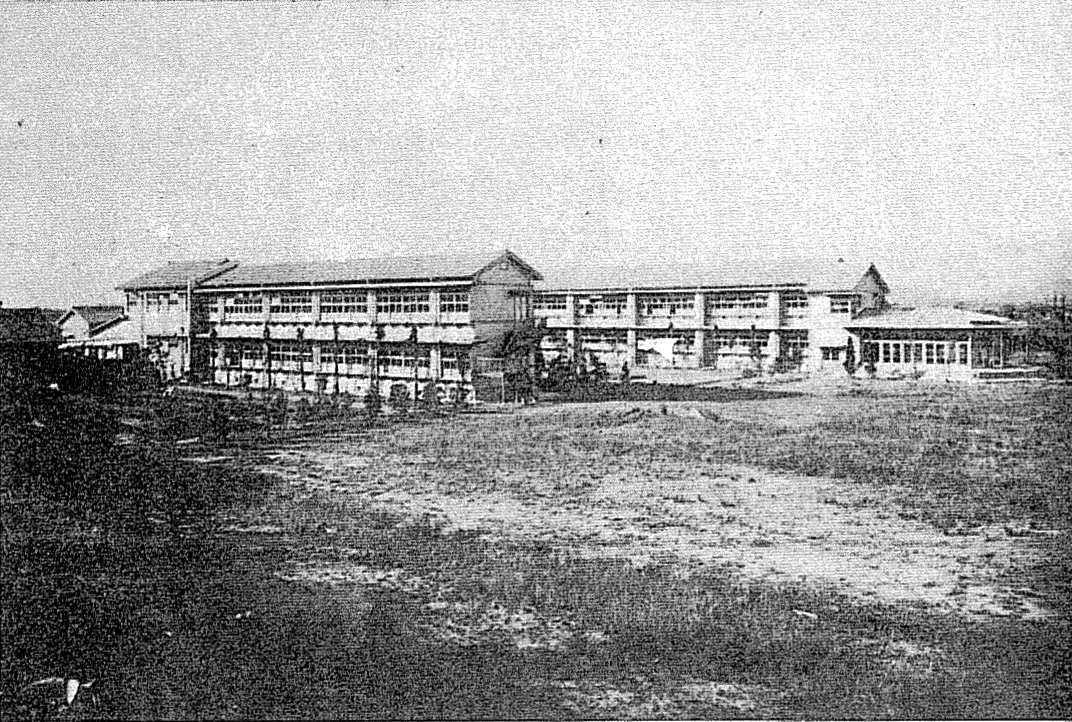
松山療養所病棟

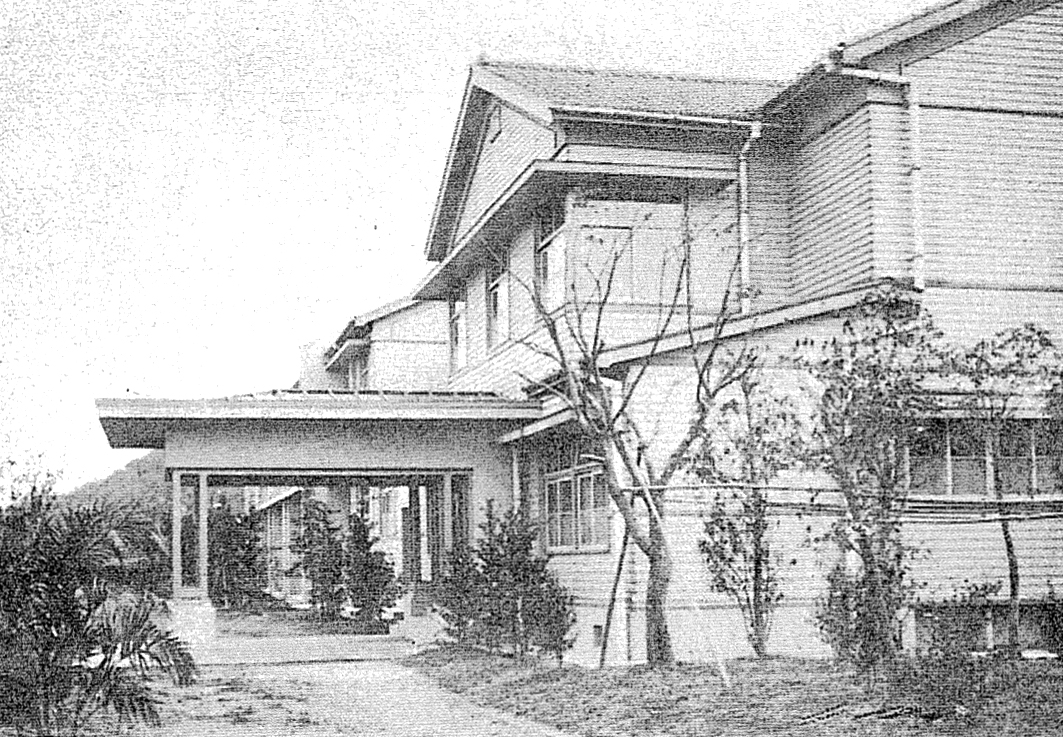
松山療養所患者用玄關

松山療養所，亦稱為松山養生園，為臺灣日治時期位於台北市南港區的結核病療養所，其原本為1914年設立的錫口養生院，是台灣第一個專門治療結核病的醫療院所。松山療養所在戰後持續相同的功能，為衛生福利部胸腔病院的前身之一。其館舍在醫院遷出後，曾作為榮民的住所。現在僅存的松山療養所職員宿舍與松山療養所所長宿舍，皆為台北市歷史建築。

## 介紹

### 日治時期
錫口養生院
1914年，日本內地發布《結核預防法》，台灣基於此也設立相關機構。1914年11月，錫口養生院竣工，位在當時台北市區郊外的內湖庄東新庄子，隸屬於台北廳，最初只設有28個病床，為台灣最早的結核病患收容機構。1915年，日本赤十字社台灣支部病院（現台北聯合醫院中興院區）也開始設置結核病房。
松山療養所
1925年，錫口養生院改稱為松山療養所，並改隸於臺灣總督府，由中央直接管理。1930年，新增一病棟，總病床增至52床，並新設X光攝影設備和上水道自來水設施。1934年，「台灣結核預防協會」設立。1937年3月，日本內地的《結核預防法》沿用至台灣，於台北、台中、台南開始計畫興建州立結核病療養所。
後來為了擴充計有醫療環境，在原本的舊館北側興建新館，由總督府營繕課設計，1937年12月開始整地工程，1938年4月動工、1940年9月完工，包含了本館、診療室、第一病棟（80病床）、第二病棟（20病床）、炊事場、所長官舍（高四種）、職員官舍（丁種）、護士宿舍，總病床增至152床。

### 戰後
1945年11月，國民政府接收後改為省立松山療養院。1950年5月，改稱為台北結核病防治院，此處作為結核病患者療養病房，並在台北市青島東路另設置門診部門。此時，台灣在台北、台中、嘉義、台南共有四處結核病防治院。1967年，四處結核病防治院整合為台灣省防癆局，本局位於台北。1989年，改為台灣省慢性病防治局。1998年，台北的院區遷至深坑。
2019年1月，松山療養所僅存的館舍建築拆除。

## 曾住院者
- 黃海
- 鍾理和

## 其他結核療養所
- 台北州立結核療養所：亦稱清風莊，在文山郡新店庄，曾做為國防部電訊發展室。
- 新竹州立結核療養所：於1943年決定計畫延期[6]。
- 台中州立結核療養所：未完工，在東勢郡新社庄，後由軍方擴建為陸軍第二肺病療養所，位於中興嶺附近[7][8]。
- 台南州立結核療養所：亦稱清風莊，在新豐郡仁德庄，現為衛生福利部胸腔病院。
- 高雄州立結核療養所[9]